# Armungia
Armungia (Armùngia o Armùnja in sardo) è un comune italiano di 395 abitanti  della città metropolitana di Cagliari in Sardegna. Sorge su un colle di 366 metri sul livello del mare nella subregione del Gerrei. Dista circa 65 km da Cagliari.

## Storia
L'area fu abitata fin dal Neolitico per la presenza sul territorio di numerosi nuraghi, di cui uno si trova nel centro dell'abitato attuale.
Nel medioevo appartenne al Giudicato di Cagliari e fece parte della curatoria del Gerrei. Alla caduta del giudicato (1258) passò sotto il dominio pisano, e dal 1324, in seguito alla conquista aragonese della Sardegna, sotto quello aragonese. Nel 1681 fu incorporato nella contea di Villasalto, feudo della famiglia Zatrillas, e un ventennio più tardi nel marchesato di Villaclara, feudo prima degli Zatrillas e poi (dal 1816) dei Vivaldi Pasqua. Restò feudo di quest'ultima famiglia fino al 1839, quando, con la soppressione del sistema feudale, venne ad essi riscattato per diventare un comune amministrato da un sindaco e da un consiglio comunale.
Il 4 dicembre 1890 vi nacque Emilio Lussu, patriota sardo antifascista fondatore del Partito Sardo d'Azione.

### Simboli
Lo stemma e il gonfalone del comune di Armungia sono stati concessi con decreto del presidente della Repubblica del 2 gennaio 1993.
Lo stemma comunale raffigura, su sfondo azzurro, un nuraghe d'oro, accostato da due pali di nero, infissi in una pianura di verde e accollati da due piante di vite, pampinose di verde, fruttata ognuna di due grappoli d'uva di porpora; al capo d'oro, all'aquila di nero, nascente dalla partizione, coronata all'antica, con tre punte visibli.
Il gonfalone è un drappo di giallo.

## Monumenti e luoghi d'interesse

### Architetture religiose
- la chiesa della Beata Vergine Immacolata
- la chiesa di Nostra Signora di Bonaria, situata a poca distanza dall'abitato

### Siti archeologici
- il nuraghe Armungia, situato nella piazza principale del paese, vicino al Museo Civico, risale, secondo l'archeologo Giovanni Lilliu, all'età del bronzo medio, 1500 - 1400 a.C. circa. La sua struttura è costituita da un'unica torre a forma tronco-conica. Come materiale di costruzione sono state utilizzate delle pietre di origine scistosa, dalle dimensioni decrescenti man mano che si va verso l'alto. Sulla sommità dell'edificio troviamo una falsa volta cupoliforme con un'apertura superiore di circa due metri.

## Società

### Evoluzione demografica
Abitanti censiti

### Lingue e dialetti
La variante del sardo parlata ad Armungia è il campidanese sarrabese.

## Cultura

### Musei
Il nuraghe Armungia costituisce, assieme al museo etnografico Sa Domu de is Ainas, alla casa natale di Emilio Lussu e alla "Bottega del fabbro", il sistema museale del paese.

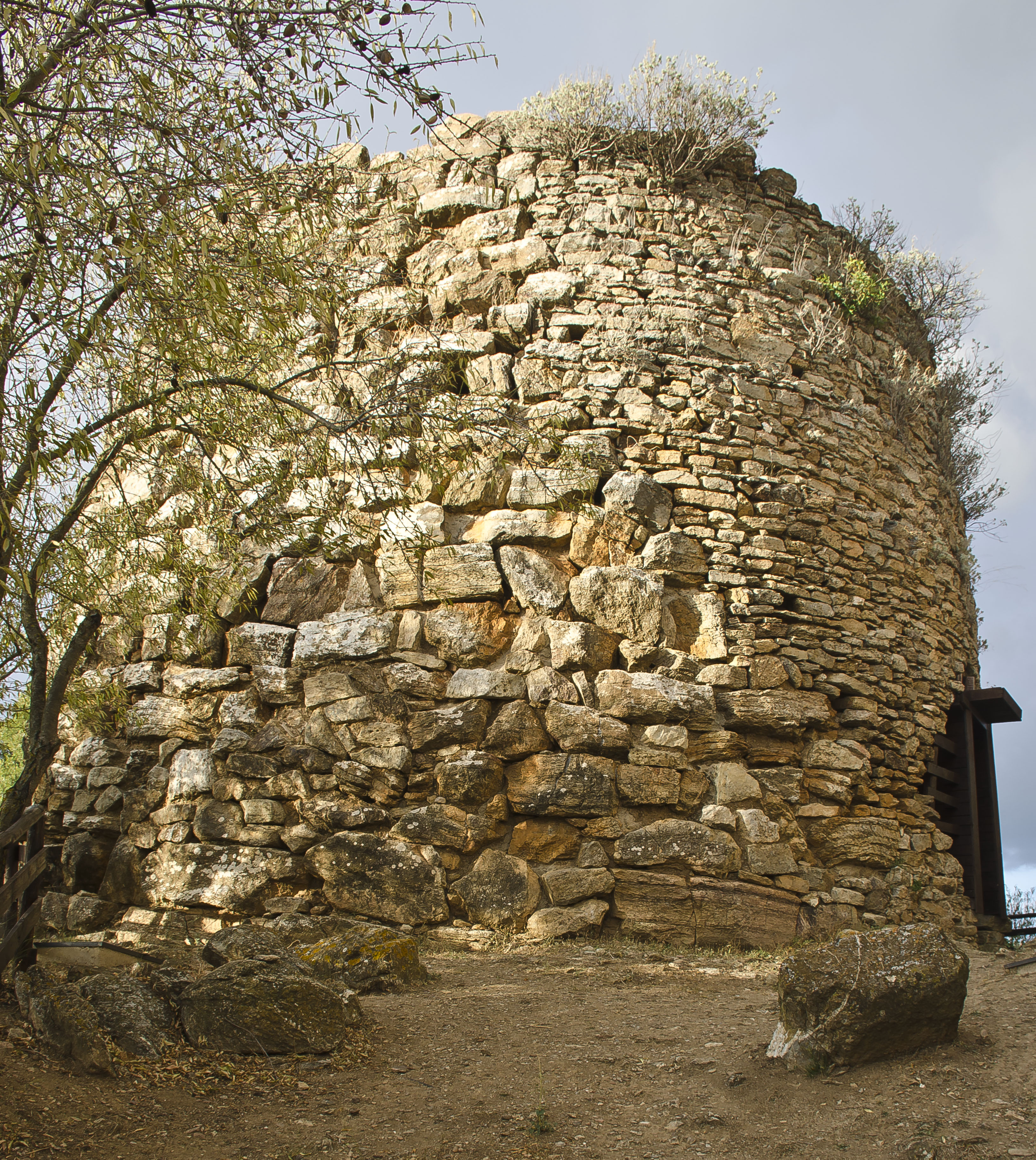
Nuraghe
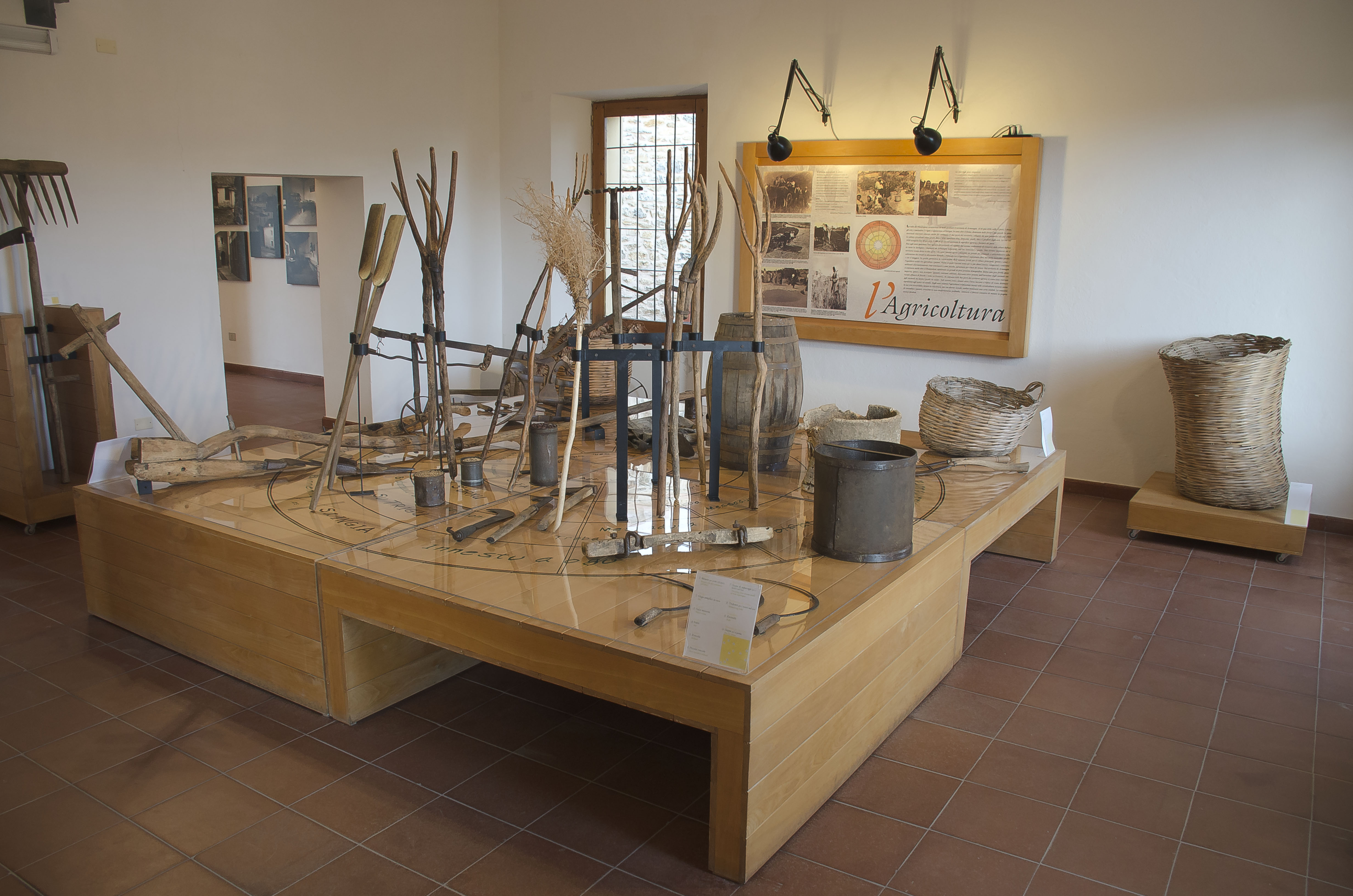
Museo civico
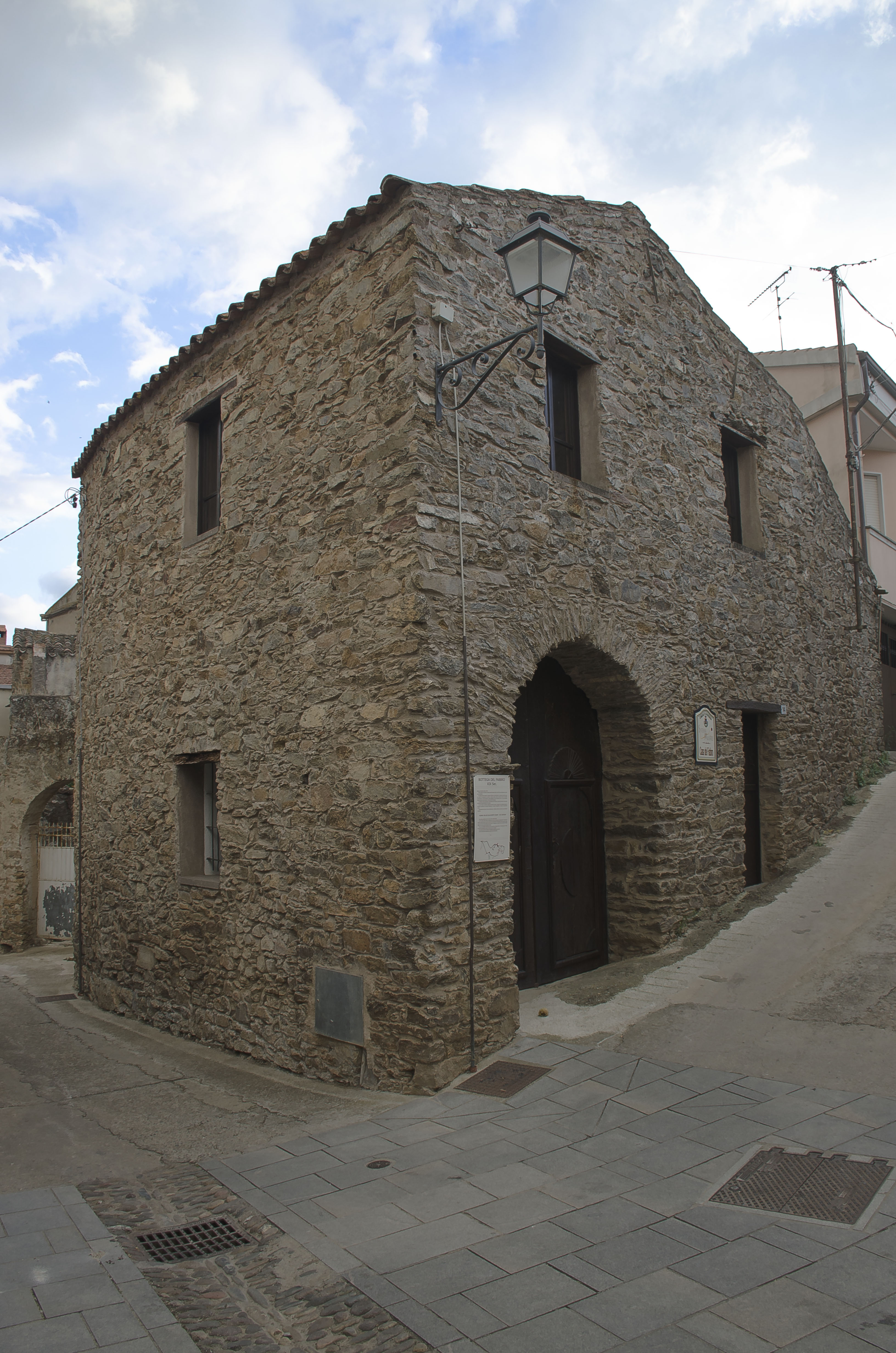
Bottega del fabbro

## Amministrazione
| Periodo         | Periodo         | Primo cittadino | Partito                                | Carica  | Note   |
| --------------- | --------------- | --------------- | -------------------------------------- | ------- | ------ |
| 6 giugno 1993   | 27 aprile 1997  | Linetta Serri   | lista civica                           | Sindaco | [ 7 ]  |
| 27 aprile 1997  | 13 maggio 2001  | Linetta Serri   | liste civiche di centro-sinistra       | Sindaco | [ 8 ]  |
| 13 maggio 2001  | 28 maggio 2006  | Antonio Quartu  | liste civiche di centro-destra         | Sindaco | [ 9 ]  |
| 28 maggio 2006  | 15 maggio 2011  | Antonio Quartu  | lista civica                           | Sindaco | [ 10 ] |
| 15 maggio 2011  | 5 giugno 2016   | Antonio Quartu  | lista civica "Armungia Noa"            | Sindaco | [ 11 ] |
| 5 giugno 2016   | 11 ottobre 2021 | Donatella Dessì | lista civica "Armungia Noa"            | Sindaco | [ 12 ] |
| 11 ottobre 2021 | in carica       | Antonio Quartu  | lista civica "Lavoro ambiente cultura" | Sindaco | [ 13 ] |